# Miro Sipek
Miroslav "Miro" Šipek (nascido em 6 de abril de 1948) é um treinador de tiro com rifle da Bósnia e Herzegovina (antiga Iugoslávia). Durante sua longa e bem-sucedida carreira no tiro esportivo, Miro foi campeão da Iugoslávia 27 vezes em várias disciplinas (19 vezes como sênior e oito como integrante da equipe nacional júnior). Já conquistou várias medalhas em várias competições internacionais e campeonatos dos Balcãs, 4 medalhas de prata no Campeonato Europeu e uma de bronze no Campeonato Mundial de 1970, em Phoenix, no Arizona, Estados Unidos. Miro representou Iugoslávia no tiro com rifle nos Jogos Olímpicos de Montreal 1976. Foi treinador dos atiradores olímpicos australianos em Sydney 2000, Atenas 2004 e Pequim 2008. Foi treinador dos atiradores paralímpicos australianos na Paralimpíada de Atenas 2004, Pequim 2008 e Rio 2016.

## Carreira

### Treinador
e liderou a equipe de tirolesa jugosia para Campeonatos mundiais de campeonatos mundiais de tiroteio ISSF Título (prone mulheres) em 1986, Suhl (Alemanha).
A partir de 1997, a Miro treinou as equipas de tiroteio australianas. Os atiradores que ele treinou incluem Warren Potent, Ashley Adams,
 Libby Kosmala, Jason Maroney, Tim Lowndes, Sue McCready, Belinda Imgrund (Muhlberg), Carrie Quigley, Sam e  Rob Wieland, Nat Smith, Luke Cain, Anton Zappelli, Bradley Mark, etc. Ele começou treinando Ben Burge em 2003.
Miro foi treinador da equipe de tiro olímpico da Austrália:
- Sydney 2000
- Athens 2004
- Beijing 2008.[1]

## Ligações externas

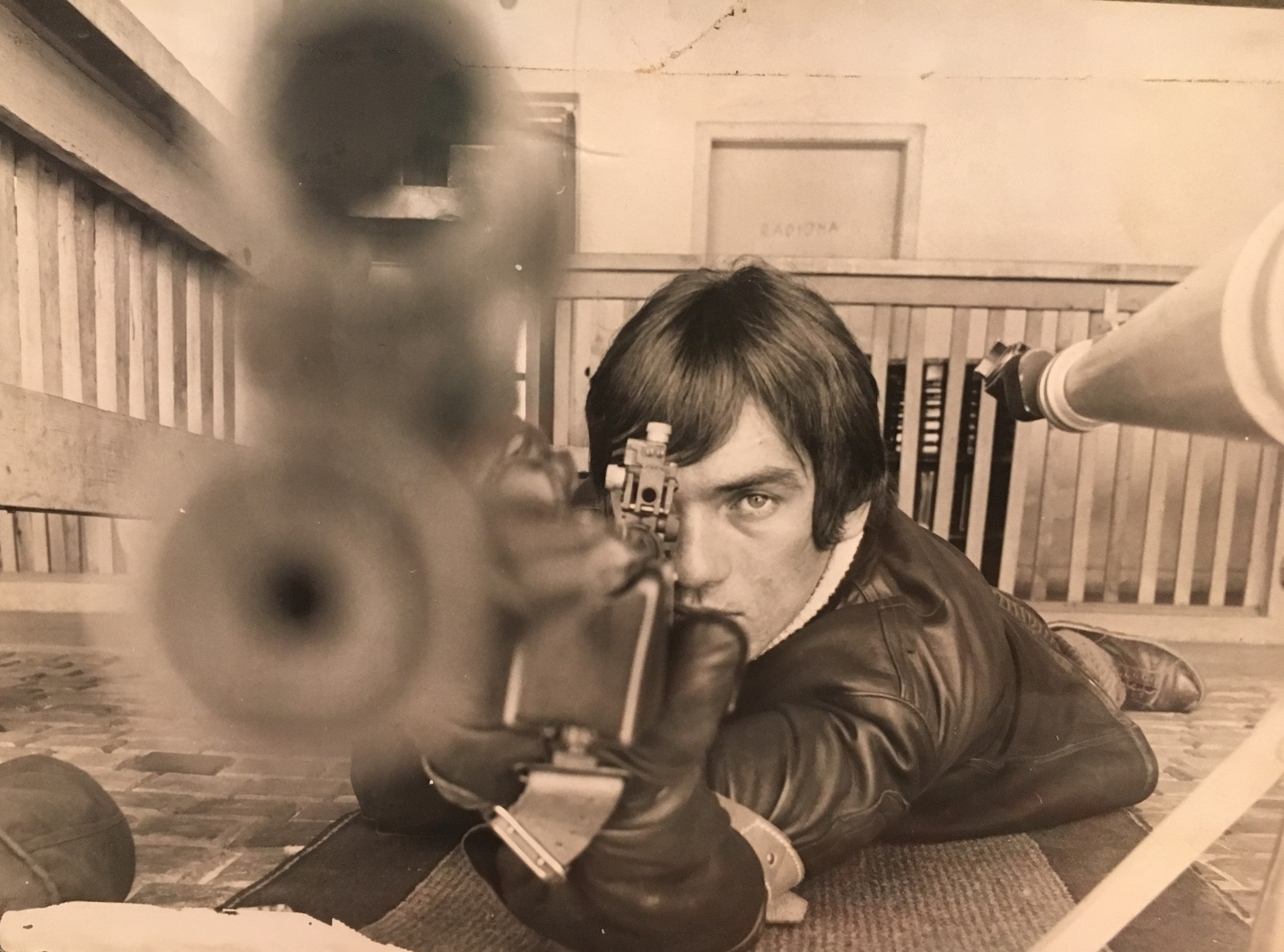
Miroslav Sipek - tiro de 50 metros deitado de bruços, em 1969.